# Scorrano (Cellino Attanasio)
 Scorrano   è una frazione del comune di Cellino Attanasio in provincia di Teramo, nella regione Abruzzo.

## Geografia fisica
È una località di 71 abitanti che è distante 4,55 km dal comune di appartenenza. Si estende su un alto colle sulla sponda orientale del fiume Vomano. 

## Storia
Viene citata come Scurranum sin dal XII secolo. Dal XVI secolo inizia il lungo insediamento della famiglia del barone di Scorrano Sigismondo De Sterlich nel quadrilatero di Scorrano, Cermignano, Montegualtieri e Poggio delle Rose.
Condivisero il feudo baronale, oltre ai De Sterlich, le famiglie Torres e Scorpione  e, per successione da questi ultimi, i Coppa Solari di Città Sant'Angelo

## Monumenti e luoghi d'interessi
Sono presenti la chiesa dei Santi Biagio e Nicola, la chiesa della Madonna degli Angeli e la piccola chiesa di Santa Maria di Musiano.